# De komieke Coco
De komieke Coco is het honderdnegentigste stripverhaal uit de reeks van Suske en Wiske. Het is geschreven en getekend door Paul Geerts.
Het werd gepubliceerd in De Standaard en Het Nieuwsblad van 21 mei 1988 tot en met 30 september 1988. De eerste albumuitgave in de Vierkleurenreeks was in november 1988, met albumnummer 217.

## Locaties
- Indische Oceaan (tussen 4 en 5 graden zuiderbreedte en 55 tot 56 oosterlengte, 1600 kilometer van de Oost-Afrikaanse kust, de Seychellen met Mahé en internationale luchthaven, Sans Souci, de Morne (berg), Victoria, Praslin met Vallei der Reuzen (Vallée de Mai)

## Personages
- Suske, Wiske, tante Sidonia, Lambik, Jerom, professor Barabas, Olivier Levasseur (de Buizerd of Ruigpoot, piraat), piraten, kapitein, zeemannen, geestelijke, marktverkoper, agenten, werknemers hotel, Bonnom de Bwa (tovenaar), monster

## Uitvindingen
- De teletijdmachine met armbanden[1]

## Het verhaal
Piraten zien een Hollands schip dat terugkomt uit Java en Olivier Levasseur besluit het schip aan te vallen, maar als ze dichtbij komen lijkt het schip verlaten. Als ze vlak bij het schip zijn begint het Hollandse schip met de aanval, ze zijn in de val gelokt, en de Buizerd wordt gevangengenomen. De Buizerd gooit zijn medaillon in het publiek voordat hij sterft, maar een stern vliegt met het ding weg en gaat naar de Vallei der Reuzen op het eiland Praslin. In deze vallei groeien de coco de mer, ze komen nergens anders ter wereld voor. Tante Sidonia is jarig en haar vrienden komen op visite, Lambik heeft een coco de mer voor haar gekocht. Professor Barabas vertelt dat dit een waardevol geschenk is, maar tante Sidonia vindt het ding niet mooi. De coco de mer valt stuk en er blijkt een gouden medaillon in te zitten, Wiske maakt dit open en vindt een perkament. Het is een tekening van een vreemd diertje en achterop staat de tekst “wie het kan, die vindt mijn schat, getekend Olivier Levasseur”. Tante Sidonia is dolblij met het gouden medaillon, maar Lambik houdt dit zelf en vertrekt boos. Enkele dagen later gaat Lambik naar professor Barabas en de professor vertelt dat Olivier Levasseur een kaper was die in 1730 is opgeknoopt op de Seychellen. Tante Sidonia komt langs omdat ze ongerust is over Lambik, maar als ze met de professor naar binnen gaat is Lambik verdwenen. Tante Sidonia gaat naar huis en Lambik gaat ’s nachts stiekem met de teletijdmachine naar het verleden. Hij vergeet echter zijn jas met het medaillon en de professor waarschuwt zijn vrienden. De professor moet naar een congres en geeft de armbanden die ze
Lambik komt in zee terecht en kan ontsnappen aan marlijnen, met een vlot komt hij in een draaikolk terecht en belandt op een eiland. Lambik wordt door een reuzenschildpad verzorgd en vindt een afbeelding van het diertje dat ook op het perkament was getekend. Lambik ziet een schip in de baai en wordt gevangengenomen door piraten. De piraten willen Lambik neerschieten, maar als hij over de schat van Levasseur begint, wordt hij naar het schip gebracht. De reuzenschildpad vertelt een zeeschildpad wat er is gebeurd, en het dier belooft te proberen Lambik te redden. Lambik weigert iets te vertellen en wordt in een kooi in zee gegooid door de zeerovers, de zeeschildpad redt hem uit het water. Suske, Wiske, tante Sidonia en Jerom zijn op Mahé aangekomen en horen van een werkneemster van het hotel dat er een tovenaar op de Morne woont, hij wordt Bonnom genoemd. De vrienden gaan naar Victoria en rijden via Sans Souci naar boven, ze zien een enorme vliegende hand die hen wenkt en gaan te voet verder. De vrienden komen bij een huisje waar Bonnom laat beelden zien via een rookwolk, ze zien een kaperschip en Lambik die in een kooi in zee verdwijnt. Jerom denkt dat de tovenaar liegt en wordt met een gifpijl in slaap gebracht, de tovenaar verandert in een papegaai en verdwijnt.
De vrienden brengen Jerom naar het hotel en gebruiken de armbanden om naar 1730 te reizen, ze komen al snel een verwilderde Lambik tegen. Lambik laat het teken op de rots zien en vertelt dat er af en toe piraten verschijnen om water te halen. Dan vinden ze een kist met piratenkleding en verkleden zich en tante Sidonia geeft Lambik een armband. Suske en Wiske zien piraten op het strand en horen hen praten over de schat van Levasseur. Tante Sidonia verkleedt zich en lokt de piraten weg en hoort van de mannen dat de schat op een ander eiland ligt. Suske, Wiske en Lambik gaan met een roeiboot op pad (nadat ze de tweede kapotgeslagen hebben), tante Sidonia komt ook in de boot terecht nadat ze zichzelf met een boomstam heeft afgeschoten. De roeiboot wordt vanaf het piratenschip met kogels bestookt en er verschijnt een enorm monster vanuit de zee. Als het monster geraakt wordt door de kanonskogels keert het zich tegen het piratenschip en het schip verdwijnt in de golven. De vrienden bereiken het andere eiland en komen in een prachtige vallei. Ze vinden een verborgen trap en zien geraamtes in de onderaardse kamer, door geschreeuw van Wiske stort de gang in en de vrienden gaan op zoek naar een andere uitgang. Ze komen in het hol van het monster waar een oud scheepswrak ligt, ze vinden een schat in het ruim van het schip en lezen het dagboek van Levasseur. Ze lezen dat degene die de schat vindt zal sterven, want als het hoogtij wordt zal de kamer vollopen met water. Dan verschijnt een sloep, Jerom is wakker geworden en is snel naar het verleden gereisd, en de vrienden worden uit de grot getakeld. Jerom verslaat het monster en de ingang naar de grot wordt door rotsblokken geblokkeerd. Als de piraten aanvallen flitsen de vrienden zichzelf snel naar hun eigen tijd, maar Jerom blijft nog even achter om met de mannen af te rekenen. Lambik geeft tante Sidonia een nieuwe coco de mer met een briefje waarin hij duidelijk maakt dat hij zijn vrienden erg waardeert.

## Achtergronden bij het verhaal
- De Vallée de Mai staat op de Werelderfgoed-lijst van UNESCO.
- Het verhaal is ook in het Engels uitgeven in de Bob & Bobette-reeks (The Amazing Coconut).
- Het watermonster dat af en toe in het verhaal opduikt, lijkt aan de fantasie van de auteur ontsproten, maar is dat niet. Geerts werd heel waarschijnlijk geïnspireerd door een afbeelding uit 'Serpentum et Draconum Historiae Libri Duo' (1640) van Ulisse Aldrovandi, een voornaam natuuronderzoeker.[2] Het dier dat door Aldrovandi werd afgebeeld, is een vroeg voorbeeld van een 'Jenny Haniver': een rog of platvis die door mensenhanden wordt versneden, gemanipuleerd en daarna gedroogd om zo een totaal nieuw (fabel)dier te vormen.[3][4][5]
- Op Mahé huren Jerom, Sidonia, Suske en Wiske een jeep om naar het oerwoud te rijden. Op blz. 31 (strook 118), is te zien dat het stuur van de jeep rechts zit. Wanneer ze op blz. 36 (strook 136), naar het hotel terugkeren is de jeep van de achterzijde getekend en zit Suske rechtsvoor. Aangezien het ongeloofwaardig is dat hij rijdt, zou Sidonia, die links zit, moeten rijden. Het stuur zit dan opeens aan de linkerzijde. Ook is het reservewiel van plaats veranderd.